# Georges Ohsawa

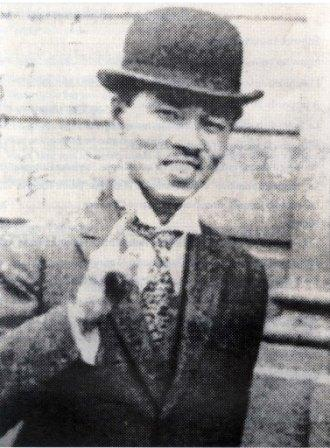
Ohsawa

Georges Ohsawa, tên thật là Sakurazawa Nyoichi (桜沢 如一 Anh Trạch Như Nhất) (sinh 18 tháng 10 năm 1893 - mất 23 tháng 4 năm 1966), là một triết gia người Nhật Bản, là người truyền bá phong trào thực dưỡng rộng rãi trên thế giới.

## Tiểu sử
- Năm 1893: ra đời tại Kyoto, Nhật Bản.
- Năm 1908: bị bệnh lao, y học chính thống không chữa được.
- Năm 1912: khỏi bệnh lao nhờ theo phương pháp điều trị bằng ăn uống của bác sĩ Sagen Ijizuka (1850-1909), người chủ trương điều trị bệnh bằng thực phẩm dựa trên sự cân bằng các nguyên tố K/Na.
- Năm 1914: tới Pháp lần đầu.
- Năm 1915: làm quản lý chi nhánh công ty thương mại Nakagiri tại Kobe, Nhật Bản.
- Năm 1917: làm giám đốc chi nhánh Kobe của công ty xuất nhập khẩu Kumazawa; bắt đầu thuyết giảng về thực dưỡng và làm một vài món thực dưỡng.
- Năm 1924: thôi kinh doanh, dành toàn thời gian cống hiến cho phong trào thực dưỡng.
- Năm 1929 - 1931: tới Paris, Pháp để truyền bá thực dưỡng; dự thính tại đại học Sorbonne và viện Pasteur; sống rất nghèo và viết sách.
- Năm 1936: gặp Lima; bà trở thành người vợ phụ tá Ohsawa suốt đời.
- Năm 1949 - 1953: lập tạp chí y khoa Sana; khuyến khích học trò từ Nhật Bản ra nước ngoài truyền bá thực dưỡng.
- Năm 1953: cùng Lima rời Nhật Bản đi khắp thế giới truyền bá thực dưỡng.
- Năm 1965: đi khắp châu Âu và Hoa Kỳ thuyết giảng, nói chuyện; đến Việt Nam thăm phong trào thực dưỡng ở đây.
- Năm 1966: mất tại nhà ở Tokyo vì đau tim.

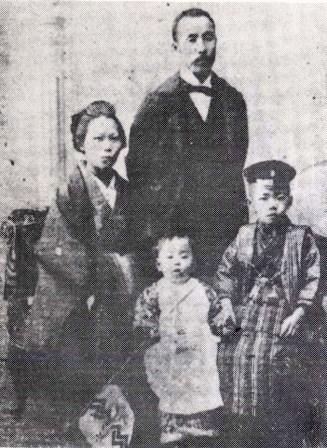
Ohsawa lúc nhỏ và gia đình

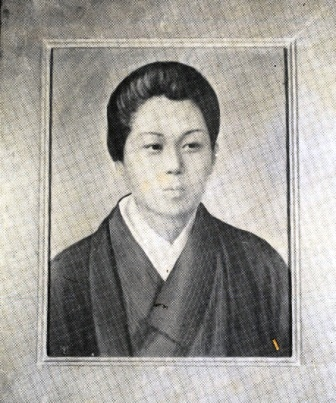
Ohsawa

## Sách
Danh mục dưới đây là các tác phẩm của George Ohsawa lấy từ trang 218 của You Are All Sanpaku:
- 1931: Le Principe unique de la philosophie et de la science d’Extrême-Orient, Paris: Vrin.
- 1932: Le livre des fleurs, Paris: Plon.
- 1952: Le livre du Judo, Tokyo: Sekai Seihu.
- 1954: The Two Great Indians in Japan, Sri Rash Benhari Bose and Netaji Subhas Chandra Bose, India: Sri K. C. Das.
- 1956: Jack et Madame Mitie (Deux Erewhoniens dans la Jungle dire "Civilization"), Paris: E.D.
- 1956: La Philosophie de la Medecin d’Extreme Orient, Paris: Vrin.
- 1961: Zen Macrobiotique, Bruxelles: I.D.M..
- 1961: Acupuncture Macrobiotique, Paris: Sesam.

Dịch bởi Ohsawa
- T. Nakayama (1934): Acupuncture et médecine chinoise vérifiées au Japon, Paris: Le Francois.

### Tác phẩm tiếng Nhật
- Macrobiotics
- History of China From 2000 B.C. Until Today
- Franklin: A physiological and biological biography
- Gandhi: A physiological and biological biography
- Clara Schumann and Her Father: A physiological and biological Study
- Translation and critique: The Encounter Between East and West by F. S. C. Northrup
- Translation and critique: Man the Unknown by Alexis Carrell
- The Fatality of Science